# Yvonne Vermaak
Yvonne Vermaak (Puerto Elizabeth, 18 de diciembre de 1956) es una ex tenista sudafricana.

## Carrera
Durante su carrera, Yvonne Vermaak ganó un total de siete torneos en el WTA Tour, tres de ellos en singles y cuatro en dobles. También alcanzó cinco finales más (1 en singles, 4 en dobles). Sus mayores éxitos en los torneos de Grand Slam fueron alcanzar una semifinal tanto en individuales como en dobles (Wimbledon 1983 y Abierto de Francia 1982). Las mejores posiciones de Vermaak fueron 20 y 65 en la clasificación ATP mundial de tenis.

## Éxitos

### Victorias en torneos

#### Títulos individuales en torneos de la WTA
| No      | Fecha                    | Torneo         | Superficie  | Oponentes finales | Resultado        |
| Primero | 6 de marzo de 1983       | Estados Unidos | Cancha dura | Canadá            | 6: 3, 7: 5       |
| 2.º     | 19 de septiembre de 1983 | Estados Unidos | Cancha dura | Estados Unidos    | 6: 2, 0: 6, 7: 5 |
| 3.º     | 16 de septiembre de 1984 | Estados Unidos | Cancha dura | Estados Unidos    | 6: 1, 6: 2       |

#### Títulos individuales en torneos de la ITF
| No      | Fecha         | Torneo         | Superficie  | Categoría    | Oponentes finales | Resultado  |
| Primero | Marzo de 1981 | Estados Unidos | Cancha dura | ITF $ 30,000 | Iva Budařová      | 6: 2, 6: 3 |

#### Título dobles en torneos de la WTA
| No      | Fecha                | Torneo         | Superficie        | Socio          | Oponentes finales                        | Resultado        |
| Primero | 9 de mayo de 1982    | Italia         | Cancha de arcilla | Estados Unidos | Estados Unidos Sudafrika 1961            | 2: 6, 6: 4, 7: 6 |
| 2.º     | Septiembre de 1983   | Estados Unidos | Cancha dura       | Brasilien 1968 | Amanda Brown (Tennisspielerin) Australia | 6: 1, 3: 6, 6: 4 |
| 3.º     | 5 de febrero de 1984 | Estados Unidos | La alfombra       | Brasilien 1968 | Sudafrika 1961 Australia                 | 6: 7, 6: 4, 7: 5 |
| 4.º     | Abril de 1984        | Estados Unidos | Cancha de arcilla | Brasilien 1968 | Estados Unidos Estados Unidos            | 6: 3, 6: 3       |

## Participaciones en torneos de Grand Slam

### Individual
| Torneo               | 1975    | 1976    | 1977    | 1978    | 1979    | 1980    | 1981    | 1982    | 1983    | 1984    | 1985    | 1986    | Carrera |
| -------------------- | ------- | ------- | ------- | ------- | ------- | ------- | ------- | ------- | ------- | ------- | ------- | ------- | ------- |
| Abierto de Australia | -       | -       | -       | -       | -       | -       | -       | Primero | Primero | Primero | -       | -       | Primero |
| Abierto francés      | -       | Primero | AF      | -       | Primero | Primero | Tercero | AF      | Primero | 2.º     | -       | Primero | AF      |
| Wimbledon            | Primero | Primero | Tercero | Tercero | Primero | Primero | 2.º     | Tercero | HF      | Tercero | 2.º     | Primero | HF      |
| Abierto de EE. UU.   | -       | -       | Primero | 2.º     | 2.º     | -       | 2.º     | 2.º     | 2.º     | Tercero | Primero | Primero | Tercero |

### Dobles
| Torneo               | 1976 | 1977    | 1978    | 1979    | 1980 | 1981    | 1982 | 1983    | 1984    | 1985    | 1986    | Carrera |
| -------------------- | ---- | ------- | ------- | ------- | ---- | ------- | ---- | ------- | ------- | ------- | ------- | ------- |
| Abierto de Australia | -    | -       | -       | -       | -    | -       | AF   | AF      | AF      | -       | -       | AF      |
| Abierto francés      | -    | Primero | -       | AF      | AF   | -       | HF   | AF      | Primero | -       | 2.º     | HF      |
| Wimbledon            | 2.º  | Primero | Primero | Primero | 2.º  | Primero | AF   | Primero | 2.º     | AF      | AF      | AF      |
| Abierto de EE. UU.   | -    | 2.º     | 2.º     | AF      | -    | VF      | 2.º  | Primero | Primero | Primero | Primero | VF      |

### Mixtos
| Torneo               | 1977    | 1978 | 1979 | 1980    | 1981    | 1982    | 1983    | 1984    | 1985 | Carrera |
| -------------------- | ------- | ---- | ---- | ------- | ------- | ------- | ------- | ------- | ---- | ------- |
| Abierto de Australia | -       | -    | -    | -       | -       | -       | -       | -       | -    | -       |
| Abierto francés      | AF      | -    | -    | -       | -       | -       | -       | Primero | -    | AF      |
| Wimbledon            | -       | -    | -    | Primero | Primero | AF      | -       | Primero | 2.º  | AF      |
| Abierto de EE. UU.   | Primero | -    | -    | -       | -       | Primero | Primero | AF      | -    | AF      |